# Dirección General de Estrategias de Movilidad
La Dirección General de Estrategias de Movilidad de España es el órgano directivo del Ministerio de Transportes y Movilidad Sostenible, adscrito a la Secretaría General de Movilidad Sostenible, que asiste a esta en el desarrollo de los objetivos de las políticas de movilidad del Departamento.

## Historia
La Dirección General de Estrategias de Movilidad se creó por Real Decreto de 12 de marzo de 2024, como el principal órgano directivo de la nueva Secretaría General de Movilidad Sostenible.
Se estructuró mediante la Subdirección General de Planificación, Red Transeuropea y Logística que antes dependía de la Secretaría de Estado de Transportes y Movilidad Sostenible y la División de Estudios y Tecnología del Transporte de la extinta Secretaría General de Transportes.

## Estructura
De la Dirección General de Estrategias de Movilidad depende directamente, con rango de subdirección general:
- La Subdirección General de Planificación, Red Transeuropea y Logística, a la que corresponde la participación en la planificación y el seguimiento en materia de redes transeuropeas del transporte y de conexiones transfronterizas y el impulso, desarrollo, coordinación y homogeneización de metodologías y aplicaciones de apoyo a los procesos de planificación estratégica y de toma de decisiones incorporando las variables económicas, sociales, financieras y medioambientales; el impulso de la planificación en materia de intermodalidad, logística, modos y medios saludables y otros programas sectoriales; la promoción, impulso y coordinación de los distintos modos de transporte, para potenciar la intermodalidad y la multimodalidad; la coordinación de las actuaciones para la mejora de la integración de los aspectos medioambientales en la planificación de las infraestructuras de transporte, incluida su resiliencia frente al cambio climático, y de la movilidad y la realización de estudios medioambientales de carácter estratégico; la coordinación y seguimiento de los informes previos a los instrumentos de ordenación territorial y urbanística que afecten a las infraestructuras de interés general y a la movilidad, que no se encuentren en el ámbito competencial sectorial de otros órganos del Departamento; la coordinación y gestión de los fondos de financiación europeos FEDER, CEF y Fondo de Solidaridad que corresponda al Ministerio de Transportes y Movilidad Sostenible, así como el diseño, seguimiento y gestión de otros fondos en el marco de la logística y el transporte intermodal; y la elaboración de propuestas a la Secretaría General de Movilidad Sostenible en relación con la fijación de criterios en los procesos de planificación competencia de la Secretaría de Estado de Transportes.
- La División de Estudios y Tecnología del Transporte, a la que le corresponde la elaboración de estudios para el análisis del sistema de transporte y la movilidad, así como la recopilación e integración de la información necesaria, para proporcionar una visión integrada del funcionamiento de todos los modos y de su intermodalidad; el seguimiento y cooperación con los centros directivos del Departamento, en el desarrollo y aplicación de nuevas tecnologías en el ámbito del transporte y la movilidad, así como el seguimiento de las políticas de investigación, desarrollo tecnológico e innovación en el ámbito del transporte y la movilidad; la gestión y actualización del Punto de Acceso Nacional de Transporte Multimodal; la participación, seguimiento y control de la política de la Unión Europea en relación con los programas europeos de navegación por satélite que resulten de aplicación al transporte y la movilidad, incluidas la representación y la participación en los organismos de la Unión Europea, así como los internacionales, y la coordinación de las actuaciones de los distintos departamentos en la materia; el análisis de las políticas y medidas de lucha contra el cambio climático, mejora de la calidad del aire y ahorro y eficiencia energética en el sector del transporte; y las funciones que en relación con la Comisión para la coordinación del transporte de mercancías peligrosas y la Comisión para la coordinación del transporte de mercancías perecederas, correspondan al Ministerio de Transportes y Movilidad Sostenible.

## Titular
- José Alfonso Gálvez Salinas (2024-2025)[3]
- María Carmen Corral Escribano (2025). Interina por vacancia del titular.
- Miguel Álvarez Martínez (2025-)[4]